# تپش ستاره
تپش ستاره (انگلیسی: Stellar pulsation) به دلیل انبساط و انقباض در لایه‌های بیرونی آن ایجاد می‌شود، زیرا ستاره‌ها به دنبال حفظ تعادل‌اند. این نوسانات در شعاع ستاره باعث تغییرات متناظر در درخشندگی ستاره می‌شود. ستاره‌شناسان با اندازه‌گیری طیف و مشاهده اثر دوپلر قادر به دست‌یافتن به چندوچون این سازوکار هستند.
بسیاری از ستاره‌های متغیر ذاتی که با دامنه‌های بزرگ می‌تپند، مانند متغیرهای کلاسیک دلتا قیفاووسی، ستاره‌های آرآر شلیاقی و ستاره‌های دلتا سپر با دامنه بزرگ، منحنی‌های نور منظمی را نشان می‌دهند.
این رفتار منظم در تضاد با تغییرپذیری ستاره‌هایی است که موازی و در سمت با درخشندگی بالا/دمای پایین ستاره‌های متغیر کلاسیک در نمودار هرتسپرونگ-راسل قرار دارند. مشاهده می‌شود که این ستارگان غول‌پیکر دچار تپش‌هایی می‌شوند که از بی‌نظمی ضعیف (زمانی که هنوز می‌توان یک میانگین زمان یا تناوب چرخه را تعریف کرد)، مانند اکثر متغیرهای آروی ثوری و متغیرهای نیمه‌منظم تا تقریباً عدم وجود تکرار در متغیرهای نامنظم می‌شود. ستاره‌های متغیر دبلیو دوشیزه در این رابط هستند؛ ستاره‌هایی با دوره کوتاه منظم هستند و آن‌هایی که دوره‌های طولانی‌تری دارند، ابتدا تناوب‌های نسبتاً منظمی را در چرخه‌های تپش نشان می‌دهند، سپس به دنبال آن شروع بی‌نظمی خفیفی مانند ستارگان آروی ثوری رخ می‌دهد که با طولانی‌تر شدن دوره‌هایشان، به تدریج به آن شکل تغییر می‌کنند.
نظریه‌های تکامل و تپش ستاره‌ای نشان می‌دهند که این ستاره‌های نامنظم نسبتِ درخشندگی به جرم (L/M) بسیار بالاتری دارند.
بسیاری از ستاره‌ها تپنده‌های غیر شعاعی هستند که نوسانات کوچک‌تری در درخشندگی نسبت به ستارگان متغیر منظم (که به عنوان شمع‌های استاندارد استفاده می‌شوند) دارند.

## متغیرهای منظم
یک پیش‌نیاز برای تغییرپذیری نامنظم این است که یک ستاره بتواند دامنه خود را در مقیاس زمانی یک دوره تغییر دهد. به‌عبارت دیگر، همراهی بین تپش و شار گرمایی باید به اندازه کافی بزرگ باشد تا چنین تغییراتی را ایجاد کند. این همراهی با میزان نسبی رشد خطی - یا نرخ فروپاشی κ (کاپای) دامنهٔ یک حالت نرمال مشخص در یک چرخه تپش (تناوب) اندازه‌گیری می‌شود. برای متغیرهای منظم (متغیرهای دلتا قیفاووسی، آرآر شلیاقی، و غیره) مدل‌سازی عددی ستاره‌ای و تحلیل پایداری خطی نشان می‌دهد که κ حداکثر به ترتیب یک یا چند درصد برای حالت‌های تپش برانگیخته و مربوطه است. ازسوی دیگر، همین نوع تحلیل نشان می‌دهد که برای مدل‌های با L/M (درخشندگی به جرم) بسیار بالاتر، κ به طورقابل‌توجهی بزرگتر است (۳۰٪ یا بالاتر).
برای متغیرهای منظم، نرخ رشد نسبی کوچک κ نشان می‌دهد که دو مقیاس زمانی مجزا وجود دارد: دوره نوسان و زمان طولانی‌تر اصلی مرتبط با تغییر دامنه. از نظر ریاضی، پویایی آن دارای یک منیفلد مرکزی یا به‌طور دقیق‌تر یک منیفلد نزدیک به مرکز است. علاوه براین، کشف شده‌است که تپش‌های ستاره‌ای تنها به صورت ضعیفی غیر خطی هستند، به این معنی که توصیف آن‌ها می‌تواند به توان‌هایی از دامنه‌های تپش محدود شود. این دو ویژگی بسیار کلی هستند و برای سامانه‌های نوسانی در بسیاری از زمینه‌های دیگر مانند پویایی‌شناسی جمعیت، اقیانوس‌نگاری، فیزیک پلاسما و غیره رخ می‌دهد.
غیرخطی بودنِ ضعیف و مقیاس زمانی طولانیِ تغییرِ دامنه، امکان ساده‌سازی توصیف زمانی سامانه تپنده را تنها به دامنه‌های تپش می‌دهد و بدین ترتیب حرکت در مقیاس زمانی کوتاه تناوب را حذف می‌کند. نتیجه، توصیفی از سیستم برحسب معادلات دامنه است که به توان‌هایی کم از دامنه‌ها محدود می‌شوند. چنین معادلات دامنه‌ای با شیوه‌های گوناگونی به دست آمده‌اند، برای مثال روش حذف غیر مستقیم لیندستت-پوآنکاره، یا روشِ آشفتگی غیرمجانب چندزمانه، و به‌طور کلی‌تر، نظریه فرم نرمال.
برای مثال، در مورد دو مد غیر تشدیدی، وضعیتی که عموماً در متغیرهای آرآر شلیاقی دیده می‌شود، تکامل زمانی دامنه‌های A1 و A2 دو مد نرمال ۱ و ۲ توسط مجموعه معادلات دیفرانسیل معمولی زیر کنترل می‌شود:
{\displaystyle {\begin{aligned}{\frac {dA_{1}}{dt}}&=\kappa _{1}A_{1}+\left(Q_{11}A_{1}^{2}+Q_{12}A_{2}^{2}\right)A_{1}\\[1ex]{\frac {dA_{2}}{dt}}&=\kappa _{2}A_{2}+\left(Q_{21}A_{1}^{2}+Q_{22}A_{2}^{2}\right)A_{2}\end{aligned}}}
جایی که Qij ضرایب همراهی غیر تشدیدی هستند. این معادلات دامنه به کمترین مرتبه از غیرخطی بودنِ غیربدیهی محدود شده‌است. جواب‌هایی که در نظریه تپش ستاره‌ای مورد توجه هستند، جواب‌های مجانبی هستند (یعنی زمانی که زمان به سمت بی‌نهایت میل می‌کند)، چون مقیاس زمانی تغییرات دامنه معمولاً در مقایسه با مقیاس زمانی تحول ستاره که همان مقیاس زمانی سوخت هسته‌ای است، بسیار کوتاه است. معادلات فوق دارای جواب‌های نقطه ثابت با دامنه‌های ثابت هستند که متناظر با محلول‌های تک مد (A1≠ ۰، A2 = ۰) یا (A1 = ۰، A2≠ ۰) و دو مد (A1≠ ۰، A2≠۰) هستند. این مقادیر متناظر با تپش‌های تک‌دوره‌ای و تپش‌های دودوره‌ای یک ستاره هستند. مهم است که تأکید شود هیچ جواب مجانبیِ دیگری برای معادلات بالا با ضرایب همراهی (مثلا منفی) فیزیکی وجود ندارد.